# Baicalasellus
Baicalasellus là một chi giáp xác trong họ Asellidae.

## Các loài
Chi này gồm các loài sau:
- Baicalasellus angarensis (Dybowski, 1884)
- Baicalasellus baicalensis (Grube, 1872)
- Baicalasellus korotnevi (Semenkevich, 1924)
- Baicalasellus minutus (Semenkevich, 1924)